# La Peña, Singuilucan
La Peña är en ort i Mexiko.   Den ligger i kommunen Singuilucan och delstaten Hidalgo, i den sydöstra delen av landet, 90 km nordost om huvudstaden Mexico City. La Peña ligger 2 608 meter över havet och antalet invånare är 127.
Terrängen runt La Peña är kuperad åt nordost, men åt sydväst är den platt. Runt La Peña är det ganska glesbefolkat, med 39 invånare per kvadratkilometer. Närmaste större samhälle är Tulancingo, 19,2 km öster om La Peña. Trakten runt La Peña består till största delen av jordbruksmark.